# Kensuke Tanabe
Pour les articles homonymes, voir Tanabe.
Kensuke Tanabe (田邊 賢輔, Tanabe Kensuke) est un créateur de jeux vidéo travaillant pour Nintendo, né le 26 janvier 1963 à Ikeda dans la préfecture d'Osaka au Japon.

## Liste de jeux
- The Legend of Zelda: A Link to the Past (scénariste, 1991)
- The Legend of Zelda: Link's Awakening (scénariste, 1993)
- Stunt Race FX (1994)
- Super Mario World 2: Yoshi's Island (1995)
- Kirby's Dream Land 2 (Map Designer, 1995)
- Kirby's Block Ball (1995)
- Kirby's Avalanche (1995)
- Donkey Kong Country 2: Diddy's Kong Quest (1995)
- Super Mario RPG: Legend of the Seven Stars (1996)
- Shadows of the Empire (1996)
- Pilotwings 64 (1996)
- Kirby Super Star (1996)
- Xenogears (1998)
- The Legend of Zelda: Ocarina of Time (scénariste, 1998)
- The Legend of Zelda: Link's Awakening DX (scénariste, 1998)
- Super Smash Bros. (1999)
- Pokémon Stadium (1999)
- Pokémon Snap (1999)
- Pokémon Stadium 2 (2000)
- Kirby 64: The Crystal Shards (2000)
- Pikmin (2001)
- Metroid Prime (2002)
- Hamtaro: Ham-Hams Unite! (2002)
- Hamtaro: Ham Ham Heartbreak (2002)
- Eternal Darkness: Sanity's Requiem (2002)
- Kirby Air Ride (2003)
- Paper Mario : la Porte millénaire (2004)
- Metroid Prime 2: Echoes (2004)
- Super Mario Strikers (2005)
- Star Fox: Assault (2005)
- Haunting Ground (2005, assistant editor)
- Geist (2005)
- Donkey Kong Country 3: Dixie Kong's Double Trouble! (2005)
- Chibi-Robo (2005)
- Battalion Wars (2005)
- Metroid Prime: Hunters (producteur, 2006)
- Metroid Prime 3: Corruption (2007)
- Super Smash Bros. Brawl (2008)
- Excitebots: Trick Racing (2009)
- Aura-Aura Climber (2010)
- Donkey Kong Country Returns (2010)
- Kirby's Dream Collection: Special Edition (2012)
- Dillon's Rolling Western (2012)
- Paper Mario: Sticker Star (2012)
- Donkey Kong Country Returns 3D (2013)
- Donkey Kong Country: Tropical Freeze (2014)
- Chibi-Robo! Zip Lash (2015)
- Mario & Luigi: Paper Jam Bros. (2015)
- Mini-Mario & Friends: Amiibo Challenge (2016)
- Metroid Prime: Federation Force (2016)
- Paper Mario: Color Splash (2016)
- Paper Mario Origami King (2020)
- Metroid Prime 4: Beyond (2025)